# 湘南シーサイドカントリー倶楽部
湘南シーサイドカントリー倶楽部（しょうなんシーサイドカントリーくらぶ）は、神奈川県茅ヶ崎市中島に広がるゴルフ場である。

## 概要
「湘南シーサイドカントリー倶楽部」は、1964年（昭和39年）、神奈川県平塚市の平田龍雄が、神奈川県茅ヶ崎市中島でゴルフ練習場「湘南シーサイド練習場」を開業したことに始まる。ゴルフ練習場は、国道134号線の相模川に架かる湘南大橋の下に造られた。昭和39年、アジア初の、1964年東京オリンピックが開催され、相模川河川敷の砂や砂利の乱堀が盛んに行われ、その跡は放置されていた。
平田龍雄は、相模川河川敷を買い上げ、18ホールのゴルフ場を開場することが夢だった。1967年（昭和42年）11月19日、コース設計は平田龍雄自身と小野光一の共同で行い、地元出身の河野謙三のテープカットで「湘南シーサイドカントリー倶楽部」9ホールが仮開場した。1969年（昭和44年）7月25日、18ホールのゴルフ場が開場された。
1970年（昭和45年）、コースの10番、11番、12番ホール、クラブハウス、駐車場など、神奈川県から接収命令が出た、「下水道終末処理場用地」に決定された。県との交渉、代替地の決定、コースの組み換え工事などが進められた。1984年（昭和59年）11月、県の「相模原流域下水道左岸処理場」の建設工事が完成した。1985年（昭和60年）2月1日、全ての問題を解決し、新しい1番、8番、9番ホール、クラブハウスがオープンした。
湘南シーサイドカントリー倶楽部は、相模川河口に立地するシーサイドコースで、松林がコースをセパレートし難易度も高い。コース面積は広くないが全体的にフラットなコースである。

## 所在地
〒253-0073 神奈川県茅ヶ崎市中島1567番地 

## コース情報
- 開場日 - 1967年年9月24日
- 設計者 - 平田 龍雄・小野 光一
- 面積 - 660,000m2（約19.9万坪）
- コースタイプ - シーサイドコース
- コース - 6,171ヤード、18ホールズ、パー72、コースレート OUT69.6、IN68.9
- グリーン - 2グリーン、コウライ、ベント（ペンクロス）
- フェアウェイ - コーライ
- ラフ - コーライ
- ハザード - バンカー71、池が絡むホール8
- プレースタイル - 乗用カート(5人乗り)リモコン式、キャディ付き
- 練習場 - 105打席 250ヤード
- 休場日 - 年中無休（１月１日、8月31日のみ休み）[2][3]

## クラブ情報
- ハウス面積 - 6,140m2（1,857.3坪）
- ハウス設計 - 株式会社 久米設計
- ハウス施工 - 大成建設 株式会社

## 交通アクセス
- 鉄道 - JR東海道線 - 茅ケ崎駅よりタクシー利用 約5分
- クラブバス - 茅ケ崎駅 - 6時50分-9時10分
- 道路 - 新湘南バイパス - 茅ヶ崎西ICより 約2km[4]

## エピソード
- 昔、神奈川県平塚市にインドアゴルフ練習場があり、「湘南ゴルフ会」という集まりで「富士国際ゴルフ倶楽部」の300ヤードをパーシモンで１オンした者がいた、その男は平田龍雄だった[5]。
- 「湘南シーサイドカントリー倶楽部」の常連客の一人に、ユーモア作家の鹿島孝二がいた、彼は湘南ゴルフ族を湘南滑稽譚風に描いて、ゴルフ場の人気がさらに広まったという[5]。

## 関連文献
- 『ゴルフ場ガイド 東版』2006-2007、「湘南シーサイドカントリー倶楽部（神奈川県）」、東京 ゴルフダイジェスト社、2006年5月、2020年6月28日
- 『美しい日本のゴルフコース BEAUTIFUL GOLF CULTURE IN JAPAN  日本のゴルフ110年記念  ゴルフは日本の新しい伝統文化である』、ゴルフダイジェスト社「美しい日本のゴルフコース」編纂委員会編、「湘南シーサイドカントリー倶楽部」、東京 ゴルフダイジェスト社、2013年12月、2020年6月28日